# Satsfjället
Satsfjället este o arie protejată (arie specială de conservare — SAC, sit de importanță comunitară — SCI) din Suedia întinsă pe o suprafață de 11.845,6 ha, integral pe uscat.

## Localizare
Centrul sitului Satsfjället este situat la coordonatele 64°58′07″N 15°08′54″E / 64.9686°N 15.1484°E.

## Înființare
Situl Satsfjället a fost declarat sit de importanță comunitară în decembrie 1998 pentru a proteja 1 specie de plante și 3 specii de animale. Situl a fost protejat și ca arie specială de conservare în decembrie 2009.

## Biodiversitate
Situată în ecoregiunea alpină, aria protejată conține 15 habitate naturale: Râuri de munte și vegetația erbacee de pe malurile acestora, Lacuri și iazuri distrofice naturale, Izvoare fino-scandinave și mlaștini produse de izvoare bogate în minerale, Cursuri de apă de la nivel de câmpie la nivel montan, cu vegetație Ranunculion fluitantis și Callitricho-Batrachion, Taiga vestică, Pajiști boreale și alpine pe substrat silicios, Păduri nordice subalpine/subarctice cu Betula pubescens ssp. czerepanovii, Mlaștini alcaline, Pajiști alpine și boreale, Liziere de ierburi înalte hidrofile de câmpie și de nivel montan până la alpin, Grohotișuri silicioase de la nivelul montan până la nivelul zăpezii (Androsacetalia alpinae și Galeopsietalia ladani), Turbării Aapa, Tufărișuri subarctice cu Salix spp., Pante stâncoase silicioase cu vegetație casmofită, Mlaștini turboase de tranziție și turbării mișcătoare.
La baza desemnării sitului se află mai multe specii protejate:
- plante (1): Calamagrostis chalybaea
- mamifere (3): vulpe polară (Alopex lagopus), gluton (Gulo gulo), râs eurasiatic (Lynx lynx)